# Jean-Michel Coulon

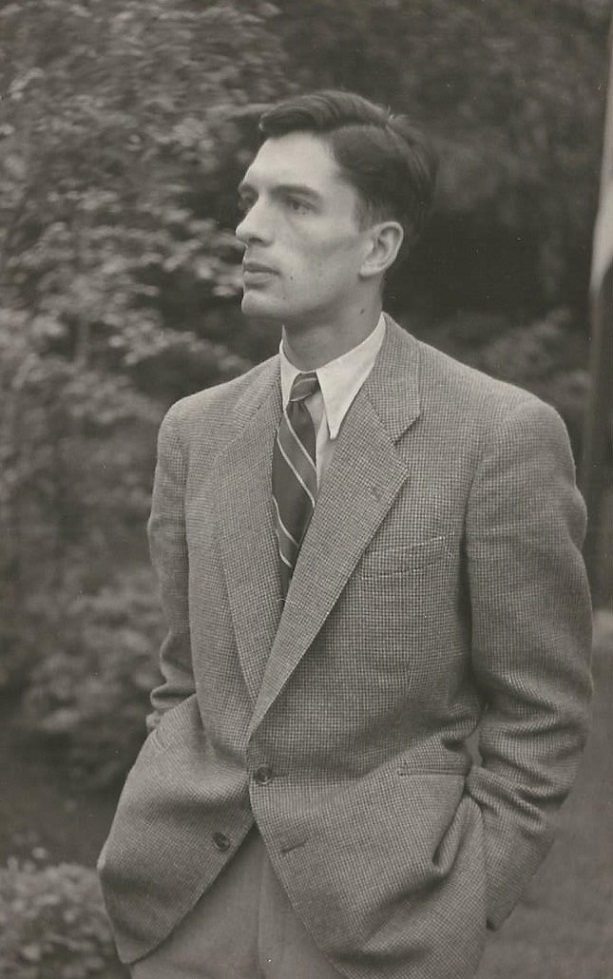
Jean-Michel Coulon, 1950.

Jean-Michel Coulon (* 10. Oktober 1920 in Bordeaux; † 25. Oktober 2014 in Paris) war ein französischer Maler der École de Paris. Er war in der künstlerischen Bewegung der 1940er und 1950er Jahre bekannt und verkehrte mit Nicolas de Staël, Serge Poliakoff, André Lanskoy, Maria Helena Vieira da Silva, Picasso und insbesondere seinem Schwager Olivier Debré. 

## Leben
In den 1930er-Jahren besuchte Coulon Besuch das Janson-de-Sailly-Gymnasiums, danach absolvierte er die Vorbereitungsklasse auf das Elite-Gymnasium Henri-IV. In seiner Jugend unternahm er viele Reisen, zunächst nach Deutschland, wo er die Sprache erlernte, nach dem Abitur zusammen mit seinem Freund und späteren Schwager Olivier Debré nach Italien, und entlang der afrikanischen Atlantik- und Mittelmeerküsten als frei fahrender Passagier an Bord von Handelsschiffen.
Während des Zweiten Weltkrieges verließ er 1943 Paris und beschaffte sich einen falschen Personalausweis. Er flüchtet mit Olivier Debré nach Megève. Während dieser Zeit entschlossen die beiden Freunde sich, sich der Malerei zu widmen. 1944 wurde sein Bruder Jean-Rémi Coulon mit 19 Jahren auf dem Bauernhof By im Departement Loiret von den Deutschen hingerichtet.
Im Jahr 1945 begann Coulon, im Rahmen sogenannter Kunstsalons (Réalités Nouvelles, Salon de Mai) auszustellen. Er begegnete 1949 Caroline Garabedian, eine amerikanische Violinistin, die nach Paris gekommen ist, um dort am Konservatorium zu studieren. Sie wurde 1953 seine Ehefrau. Coulon stellte seine Werke im Rahmen einer Gemeinschaftsausstellung mit Braque, Picasso, Klee, Lurçat, Laurens, Nicolas de Staël, André Lanskoy, Maria Helena Vieira da Silva, Reichel, Bauchant, Manessier, Chapoval, Déchelette, Szenes und Kandinsky in der Jeanne-Bucher-Galerie in Paris aus. 1950 hatte er eine Einzelausstellung in der Jeanne-Bucher-Galerie. Das Gästebuch der Ausstellung zeugt davon, dass viele heute berühmte Maler, darunter Rothko, Lanskoy, Deyrolle, Arnal, Vieillard, Szenes und Vieira da Silva, die Ausstellung besuchten. Er stellte seine Werke aus im Rahmen einer Gemeinschaftsausstellung der New Yorker Künstlergruppe „Young Painters from US and France“, zu denen unter anderem Nicolas de Staël et Pierre Soulages gehören, in der Sidney-Janis-Galerie. Dank eines Stipendiums der französischen Regierung verweilte er drei Monate im Maison Descartes in Amsterdam. Er machte sich mit den klassischen holländischen Malern vertraut und lernte Niederländisch.

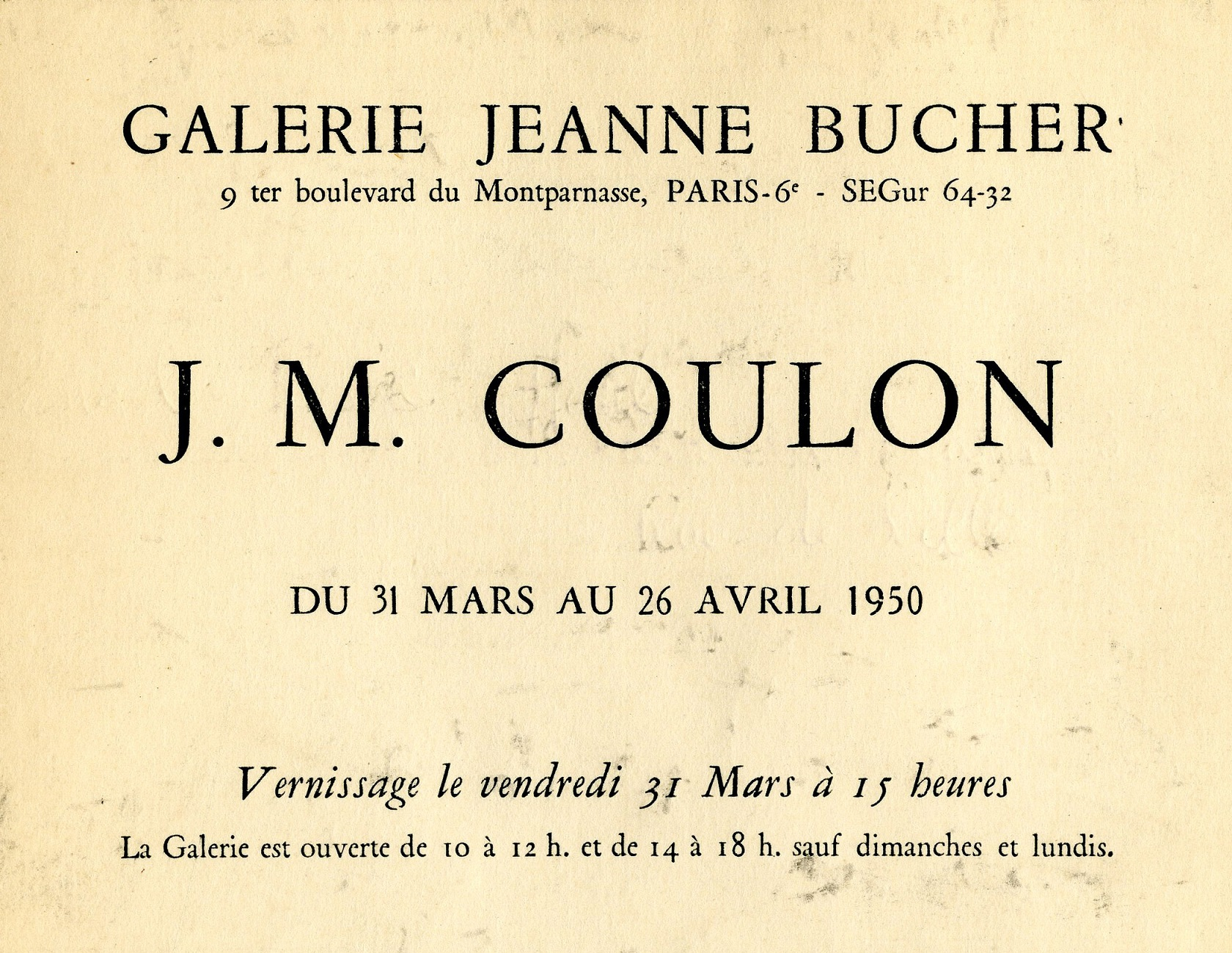
Invitation card to Coulon's exhibit (1950).

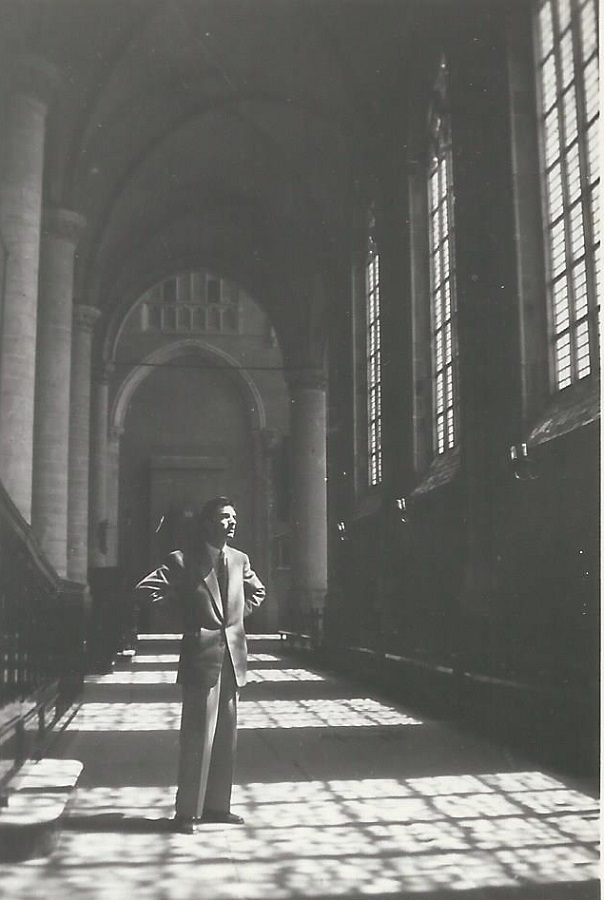
Painter Jean-Michel Coulon visiting St Peter Church in Leiden (1950)

Im Jahr 1955 zerstörte en Feuer sein Haus und sein Atelier in Saint-Jean de Braye, in der Nähe von Orléans. Eine große Anzahl von Bildern wurde vernichtet. Er verbrachte 1956 zwei Monate in den USA und entdeckte dort die großen Metropolen. 1957 wurde seine einzige Tochter geboren.
Nach dem Austritt Frankreichs aus der integrierten Militärstruktur der NATO zog die Familie nach Brüssel, da seine Frau dort beim Sitz der Organisation arbeitete. Dort blieben sie bis 1998. Seine vom Galeristen Michel Vockaer organisierte Ausstellung in der Régence-Galerie in Brüssel war 1971 ein Erfolg. Achtzehn Bilder werden verkauft. 

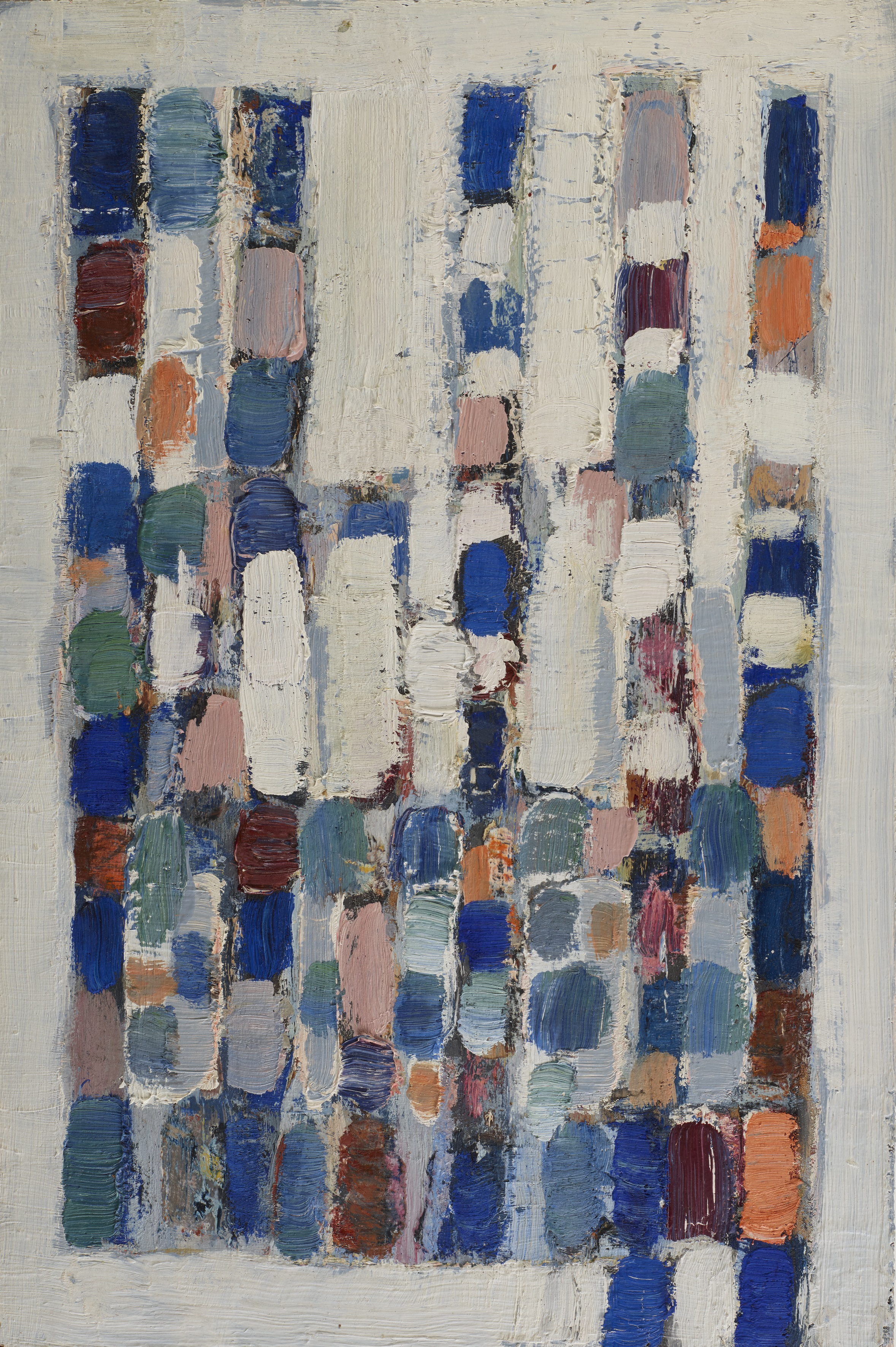
Composition by Jean-Michel Coulon, 1960s

Coulon kehrte 1999 nach Paris zurück. Er arbeitete weiter orientierte sich in seiner Arbeit als Maler in Richtung Collage, die er auf alten Bildern der 1950er- und 1960er-Jahre anfertigte.
Seit 2012 hatte er gesundheitliche Probleme und verbrachte nach einem langen Krankenhausaufenthalt das Leben im Rollstuhl. Sein Atelier suchte er nicht mehr auf, stattdessen fertigte er seine Collagen in seiner Wohnung auf Canson-Papier an. 2014 starb Coulon mit 94 Jahren in Paris. Er wurde begraben in Saint-Georges-de-Didonne, dem Familiensitz im Departement Charente-Maritime.

## Werk
Jean-Michel Coulon malte bis zu seinem Tod Ende 2014 unter Geheimhaltung: Er ließ niemanden in sein Atelier und sprach nie über seine Malerei, nicht einmal mit seinen engsten Vertrauten. Mehr als 600 Gemälde wurden am Tag nach seinem Tod bei der Öffnung seines Ateliers entdeckt, das er selbst seit mehreren Jahren nicht mehr hatte besuchen können, da er den Gebrauch seiner Beine verloren hatte.
Die Entwicklung des Werks lässt sich schematisch wie folgt veranschaulichen:

1945-1949 - von Anfang an abstrakte Schrift mit einem kreisförmigen Sinn für Farben
C. 1950-1959 - befreite malerische Geste
C. 1960-1969 - Tendenz zur Vertikalität, die von Coulons Leidenschaft für New York beeinflusst ist
C. 1970-1999 - schachbrettartige Einfachheit, gemalt auf sehr kleinen Formaten, mit den fröhlichen Farben, die Coulon in Italien bewundert hat
C. 1970-1999 - schachbrettartige Einfachheit, gemalt auf sehr kleinen Formaten, mit den fröhlichen Farben, die Coulon in Italien bewundert hat
2000-2012 - existentielle Raserei mit Collagen
2012-14 - Gelassenheit in der Häutung

## Ausstellungen
- 1949: Gruppenausstellung in der Galerie Jeanne Bucher, Paris, Frankreich
- 1950: Ausstellung in der Galerie Jeanne Bucher, Paris, Frankreich
- 1950: Gruppenausstellung Young Painters from the US and France in der Sidney Janis Gallery, New York, Amerika
- 1952: Nimmt an der Ausstellung Posters by Painters and Sculptors im Museum of Modern Art (MoMA) in New York teil, Amerika
- 1971: Ausstellung in der Galerie Régence, Brüssel, Belgien
- 2018: Jean-Michel Coulon in der Galerie Dutko, Paris, Frankreich
- 2019: Jean-Michel Coulon: Une Vie pour la Peinture, Maison des Arts Châtillon, Châtillon, Frankreich
- 2019: Jean-Michel Coulon, 70 years of painting, Laurentin Gallery, Brüssel, Belgien
- 2019: Gruppenausstellung A Century of Collage in der Rosenberg & Co gallery, New York, Amerika
- 2020: Gruppenausstellung Couleur-Lumière in der Galerie 50, La Cadière d'Azur, Frankreich
- 2021: Gruppenausstellung Summer Show in der Galerie Dutko, Paris, Frankreich
- 2021: Gruppenausstellung Quatre Peintres Abstraits de l'Après-Guerrein der Galerie Luz 26, Saint-Jean de Luz, Frankreich
- 2021: Gruppenausstellung Petits Formats in der Galerie 50, La Cadière d'Azur, Frankreich
- 2021: Gruppenausstellung Collages des Années 50 aux Années 2000 in der Galerie Luz 26, Saint-Jean de Luz, Frankreich
- 2022: Ausstellung in der Galerie 50 in La Cadière-d'Azur, Frankreich
- 2023: Gruppenausstellung La Seconde Ecole de Paris in der Galerie Luz 26, Saint-Jean de Luz, Frankreich
- 2023: Gruppenausstellung Fine Art la Biennale (FAB) – Paris, Frankreich, galerie Françoise Livinec
- 2024: Jean-Michel Coulon, l'appel de la lumière, Musée du Protestantisme, de la Réforme à la laïcité, Ferrières, Tarn, Frankreich
- 2025: Gruppenausstellung Salon du Dessin – Paris, Frankreich, galerie Laurentin

## Werke in Sammlungen
Nach der Klassifikation des Catalogue raisonné:
Frankreich
- Musée National d'Art Moderne, Paris, 2022: 0036H, 0824G, 0826G, 0837G und 0844G.[1]
- Musée du protestantisme, de la Réforme à la laïcité, Ferrières, Tarn, 2025: 0279H.

## Schriften
- Briefe aus Amerika, Vorwort von Annie Cohen-Solal (Gourcuff Gradenigo, 2019)
- Briefe aus Italien, Vorwort von Annie Cohen-Solal (Gourcuff Gradenigo, 2019)

## Bibliographie
- Lydia Harambourg, Jean-Michel Coulon, Gourcuff-Gradenigo, 2018
- Paul Baquiast, Une dynastie de la bourgeoisie républicaine, les Pelletan, L'Harmattan, 1996[2]
- Aline Stalla-Bourdillon, Jean-Michel Coulon (1920-2014), Catalogue raisonné in drei Bänden, Gourcuff Gradenigo, 2022
- Patrick Cabanel, Patrice de Ginestet, Aline Stalla-Bourdillon, Jean-Michel Coulon, l'appel de la lumière, Musée du Protestantisme, de la Réforme à la laïcité, Ferrières, Tarn, Frankreich, Gourcuff Gradenigo, 2024

## Belege
1. ↑   https://grandpalaisrmn.fr/
2. ↑  UNE DYNASTIE DE LA BOURGEOISIE RÉPUBLICAINE : LES PELLETAN, Paul Baquiast - livre, ebook, epub. Abgerufen am 14. November 2018 (französisch).

| Personendaten    | Personendaten       |
| ---------------- | ------------------- |
| NAME             | Coulon, Jean-Michel |
| KURZBESCHREIBUNG | französischer Maler |
| GEBURTSDATUM     | 10. Oktober 1920    |
| GEBURTSORT       | Bordeaux            |
| STERBEDATUM      | 25. Oktober 2014    |
| STERBEORT        | Paris               |